# Metamorphosis (album, Iron Butterfly)
Metamorphosis je čtvrté studiové album americké rockové skupiny Iron Butterfly, vydané v srpnu roku 1970 u vydavatelství Atco Records. Nahráno bylo od května do července 1970 a jeho producentem byl Richard Podolor. V hitparádovém žebříčku Billboard 200 se album umístilo nejlépe na šestnáctém místě. V době nahrávání alba ve skupině působili pouze zpěvák a klávesista Doug Ingle, baskytarista Lee Dorman a bubeník Ron Bushy; na albu je doprovází ještě kytaristé Mike Pinera a Larry Reinhardt, kteří se členy skupiny stali až později.

## Seznam skladeb
Autory všech textů i hudby jsou Doug Ingle, Ron Bushy a Lee Dorman, mimo textů k písním „Shady Lady“, „Slower Than Guns“, „Soldier in Our Town“ a „Easy Rider“, které napsal Robert Woods Edmonson.
| Strana 1 (LP) | Strana 1 (LP)          | Strana 1 (LP) |
| Pořadí        | Název                  | Délka         |
| ------------- | ---------------------- | ------------- |
| 1.            | Free Flight            | 0:40          |
| 2.            | New Day                | 3:08          |
| 3.            | Shady Lady             | 3:50          |
| 4.            | Best Years of Our Life | 3:55          |
| 5.            | Slower Than Guns       | 3:37          |
| 6.            | Stone Believer         | 5:20          |

| Strana 2 (LP) | Strana 2 (LP)                         | Strana 2 (LP) |
| Pořadí        | Název                                 | Délka         |
| ------------- | ------------------------------------- | ------------- |
| 7.            | Soldier in Our Town                   | 3:10          |
| 8.            | Easy Rider (Let the Wind Pay the Way) | 3:06          |
| 9.            | Butterfly Bleu                        | 14:03         |

## Obsazení
- Doug Ingle – zpěv, klávesy
- Mike Pinera – zpěv, kytara
- Larry „Rhino“ Reinhardt – kytara
- Lee Dorman – baskytara
- Ron Bushy – bicí
- Richard Podolor – sitár, dvanáctistrunná kytara
- Bill Cooper – dvanáctistrunná kytara